# П'ятиморськ
П'ятиморск (рос. Пятиморск) — селище у Калачевському районі Волгоградської області Російської Федерації.
Населення становить 2657  осіб. Входить до складу муніципального утворення Іллєвське сільське поселення.

## Історія
Селище розташоване у межах українського історичного та культурного регіону Жовтий Клин.
Згідно із законом від 20 січня 2005 року № 994-ОД органом місцевого самоврядування є Іллєвське сільське поселення.

## Населення
| 1992 | 2010  |
| ---- | ----- |
| 2100 | ↗2657 |